# حل المشكلات
حل المشكلات استراتيجية تدريسية، تعتمد على تحفيز الطلاب على التحليل والتفكير وطرح البدائل أو الفرضيات واختبارها. فيبدأ المعلم بطرح تساؤل أو مشكلة تمثل تحديا عقليا للطلاب، ويطلب منهم دراسة هذه المشكلة وملاحظة الظواهر المتعلقة بها. وبعد ذلك طرح فرضيات لتفسير أو حل تلك المشكلة. ثم يبدأ الطلاب باختبار تلك البدائل أو الفرضيات للوصول إلى الحل الأمثل. وتندرج هذه الاستراتيجية ضمن المنهج الاستقرائي للتدريس.وهنالك خطوات محددة لحل المشكلات واستراتيجيات أيضا ويوجد علاقة وثيقة

## التعريف
لمصطلح حل المشكلات معنى مختلف باختلاف الاختصاص. فعلى سبيل المثال، هو عملية عقلية في علم النفس وعملية حاسوبية في مجال علم الحاسوب. هناك نوعان مختلفان من المشاكل، مشاكل غير محددة بوضوح، ومشاكل محددة بوضوح: لكل واحدة منهما أساليب مختلفة في الحل. للمشاكل المحددة بوضوح أهداف (غايات) محددة وحلول مُفترضة واضحة، بينما لا تملك المشاكل غير المحددة بوضوح تلك الأهداف والحلول. للمشاكل المحددة بوضوح تنظيم أوليّ أكثر من المشاكل غير المحددة بوضوح. يتطلب حل المشكلات في بعض الأحيان التعامل مع الذرائع (علم التأويل)، الطريقة التي يُساهم بها المضمون، والدلالات (علم المعاني)، وهو طريقة تفسير المشكلة. تشكل القدرة على فهم غاية المشكلة، والأسس التي يمكن تطبيقها المفتاح لحل المشكلة. تتطلب المشكلة أحيانًا تفكيرًا مجردًا أو الخروج بحلول مبتكرة (خلّاقة).

### علم النفس
يشير حل المشكلات في مجال علم النفس إلى عملية إيجاد الحلول للمشكلات التي نواجهها في الحياة. الحلول لهذه المشكلات هي عادةً خاصة بكل حالة أو محددة السياق. تبدأ العملية بإيجاد المشكلة وصياغتها، وبذلك تُكتشف المشكلة وتتبسّط. تكون الخطوة التالية بطرح حلول مُمكنة ومن ثم تقييم هذه الحلول. أخيرًا يتم اختيار الحل لتطبيقه والتأكد من صحته.
لحل المشكلات غاية يتعيّن الوصول إليها وتعتمد كيفية الوصول إلى تلك الغاية على توجيه هذه المشكلة (مهارات وطريقة حل المشكلات) وعلى التحليل المنهجي. يدرس خبراء الصحة العقلية أساليب حل المشكلات البشرية باستخدام طرق مثل مراقبة النفس (التأمل الذاتي) وتحليل السلوك والمحاكاة والنمذجة الحاسوبية والتجربة. يبحث علماء النفس والاجتماع في طرق حل المشكلات المنفصلة والمترابطة وعناصر علاقة الشخص مع بيئته.
جرى تعريف حل المشكلات على أنه عملية إدراكية رفيعة المستوى ووظيفة ذهنية تتطلب تعديلًا وضبطًا أكثر للمهارات الأساسية أو الروتينية.يوجد مجالين رئيسيين لحل المشكلات: حل المشكلات (المسائل) الرياضيّة وحل المشكلات الشخصية. ويُنظر لكليهما في إطار التصدي للعوائق أو بعض الصعوبات. تبيّن البحوث التجريبية العديد من العوامل والاستراتيجيات التي تؤثر على حل المشكلات اليومية. وجد علماء إعادة التأهيل الذين يقومون بدراسة الأفراد ممن يعانون من أضرار في الفص الجبهي أنه يمكن إصلاح أوجه قصور منطق الاستنتاج والتحكم بالانفعالات بإعادة تأهيل فعّالة ويمكن أن تُحسّن من قدرة الأفراد المصابين في معالجة المشاكل اليومية. يعتمد حل المشكلات اليومية الشخصية على المحاور الظرفية (المرتبطة بالسياق) والتحفيزية الشخصية للفرد. أحد هذه العناصر هو التكافؤ العاطفي في مشاكل «العالم الحقيقي» ويمكنه إما أن يعيق أو يساعد في تنفيذ عملية حل المشكلات. ركز الباحثون على دور العواطف في حل المشكلات، مُظهرين أن سوء التحكم بالعواطف يمكن أن يعرقل التركيز على المهمة الهدف ويعيق تحليل حل المشكلة ومن المحتمل أن يقود إلى نتائج سلبية مثل الإرهاق والاكتئاب والقصور الذاتي. في إطار تحديد المفاهيم، يتألف حل المشكلات البشرية من عمليتين مترابطتين: توجيه المشكلة والمقاربة التحفيزية/ السلوكية/ العاطفية للأوضاع ذات الإشكالية ومهارات حل المشكلات. تستخلص الدراسات أن الاستراتيجيات التي يتبعها الأشخاص تتصل مع أهدافهم وتنشأ من العملية الطبيعية لمقارنة الشخص لنفسه مع الآخرين.

### العلوم المعرفية
وضعَ العمل التجريبي السابق لعلم النفس الشكلي في ألمانيا بدايةً لدراسة حل المشكلات (على سبيل المثال، كارل دانكر عام 1935 في كتابه سيكولوجية التفكير المُنتج). لاحقًا، استمر هذا العمل التجريبي خلال ستينيات وبداية السبعينيات من القرن العشرين من خلال بحث يقوم على مهام مخبرية متعلقة بحل المشكلات، وكانت هذه المهمات بسيطة نسبيًّا (لكن مُستحدثة من قِبل المشاركين). يُعزى استخدام المهام المُستحدثة البسيطة إلى حلولها المثلى والمحددة بوضوح والتي تحتاج إلى وقت قصير للحل، ما يُمكّن الباحثين من مراقبة خطوات المشاركين في عملية حل المشكلات.
كان الافتراض الأساسي للباحثين يقول إن المهام البسيطة مثل برج هانوي الذي يماثل الخصائص الأساسية لمشكلات «العالم الحقيقي» وبالتالي سمات العملية الإدراكية في محاولات المشاركين لحل المشاكل البسيطة هي نفسها بالنسبة لمشكلات «العالم الحقيقي» أيضًا؛ استُخدمت المشكلات البسيطة لأسباب تتعلق بالتسهيل أو الملاءمة مع توقع أن استنتاجات التفكير للمشاكل الأكثر تعقيدًا ستُصبح ممكنة. لعل من أكثر الأمثلة المعروفة والرائعة لمجال هذا البحث هو عمل آلن نيويل وهيربرت آ.سيمون. أظهر خبراء آخرون أن مبدأ التحليل يُحسّن من قدرة الشخص الذي يقوم بحل المشكلة ليتمكّن من تقديم قرار جيد.

### علم الحاسوب
في علم الحاسوب وفي قسم الذكاء الصنعي الذي يتعامل مع الخوارزميات، يشمل حل المشكلات طرق الخوارزميات والحدس المهني وتحليل السبب الجذري. في هذه المجالات، حل المشكلات هو جزء من عملية أكبر تضم تحديد المشكلة وإزالة التكرار والتحليل والفحص والإصلاح وخطوات أخرى. البرمجة الخطية وغير الخطية ونظرية الأرتال والمحاكاة كلها أدوات أخرى لحل المشكلات. يتضمن جزء كبير من علم الحاسوب تصميم أنظمة آليّة كليًّا تقوم لاحقًا بحل بعض المشاكل المحددة وهي أنظمة تستجيب للبيانات المُدخلة، وخلال وقت معقول، تحسب الرد الصحيح أو تقدر تقريبيًا حلًا صحيحًا بما فيه الكفاية. إضافة إلى ذلك، يقضي الأشخاص في علم الحاسوب وقتًا كبيرًا بشكل مُدهش في تقصّي وإصلاح المشكلات في برامجهم (التنقيح البرمجي).

### المنطق
يهتم المنطق الشكلي بقضايا مثل المعقوليّة والحقيقة والاستدلال والمُحاجّة والبرهان. يمكن استخدامه في سياق حل المشكلات لتمثيل المشكلة من الناحية الشكلية على أنها نظرية يجب إثباتها، وتمثيل المعلومات التي نحتاجها لحل المشكلة على أنها فرضيات تُستخدم في إثبات أن للمشكلة حلًا. ظهر استخدام الحواسيب لإثبات النظريات الرياضيّة عن طريق المنطق الشكلي في خمسينيات القرن العشرين على أنه مجال إثبات النظرية التلقائي. تم تضمين استخدام أساليب الحدس المهني المُصممة لمحاكاة حل المشكلات البشرية، كما في برنامج جهاز نظرية المنطق، الذي استحدثه آلن نيويل وهيربرت آ. سيمون وجي.سي. شاو، وكما في أساليب الخوارزميات، مثل مبدأ القرار الذي أحدثه جون آلان روبينسون.
بالإضافة لاستخدامه في إيجاد براهين النظريات الرياضيّة، استُخدم إثبات النظرية التلقائي أيضًا للتحقق الشكلي في علم الحاسوب. على أي حال، قبل ذلك عام 1958، اقترح جون مكارثي برنامج أدفايس تيكر (آخذ النصيحة)، لتمثيل المعلومات في المنطق الشكلي واستخراج أجوبة للأسئلة باستخدام إثبات النظرية التلقائي. قُدّمت خطوة مهمة في هذا الاتجاه من قِبل كورديل غرين عام 1969، باستخدامه لمُبرهِن نظرية القرار للإجابة عن الأسئلة واستخدامه لتطبيقات أخرى في الذكاء الصنعي وإعداد تصميم الروبوت. حملت تقنية مُبرهِن نظرية القرار المُستخدمة من قِبل كورديل غرين تشابهًا ضئيلًا لطرق حل المشكلات البشرية. في الرد على انتقاد منهجه، المُنطلق من الباحثين في معهد ماساتشوستس للتكنولوجيا، وضع روبرت كوالسكي البرمجة المنطقية وشرط الحل الأكيد الخطي الانتقائي، الذي يحل المشكلات عن طريق تحليل المشكلة. ودعا إلى استخدام المنطق لحل المشكلات البشرية والحاسوبية واستخدام المنطق الحسابي لتحسين التفكير البشري.

### الهندسة
يُستخدم حل المشكلات عندما تفشل المنتجات أو العمليات، لذا يمكن اتخاذ فعل تصحيحي لمنع حالات فشل إضافية. يمكن تطبيقه أيضًا على مُنتج أو عملية سابقة مُتعرضة لحالة فشل؛ أي عندما يمكن تحليل وتوقع مُشكلة مُحتملة، وتطبيق تدابير للحد من هذه المشكلة أو كي لا تحدث هذه المشكلة أبدًا. يمكن استخدام تقنيات مثل نمط الفشل وتحليل الآثار للحد بشكل استباقي من احتمالية حدوث المشاكل. الهندسة الاستقصائية هي تقنية مهمة في تحليل الفشل والتي تتضمن البحث عن عيوب ونقائص المُنتَج. وبذلك يمكن اتخاذ الفعل التصحيحي لمنع حالات فشل إضافية.

## اقرأ أيضاً
- فشل
- تفكير تبايني
- تفكير تقاربي
- اختبار مهارات التفكير